# 广州美国人外籍人员子女学校
广州美国人外籍人员子女学校（英語：American International School of Guangzhou，簡寫AISG），是中华人民共和国廣東省廣州市的一間国际学校，于1981年成立，有2個校區。這間學校同时设有中小學和幼稚園，是广州唯一的非营利性国际学校，也是廣東最大的一間受到美國西部學校和學院協會認證的國際學校。学校原名廣州美國人國際學校，2022年变更为现名。

## 校區
- 二沙島校區：越秀區二沙島煙雨南街3號。
- 科学城校區：黃埔區科学城科翔路19號。